# 东方文化派
东方文化派是新文化运动之东西方文化论战中主张文化保守主义的思想派别，与之相对的是以陈独秀、胡适为代表的新文化派。

## 简介
主要代表人物有《东方杂志》主编杜亚泉及其后继者钱智修、梁启超、梁漱溟、陈嘉异、吴宓、梅光迪、胡先骕、刘伯明、柳诒征、张君励以及《甲寅周刊》主编章士钊等。
主张新旧调和和中西调和，有文化民族主义情结。 东方文化派还主张将中国伦理文化推及世界，使其成为拯救西方社会“道德危机”的良药。